# Ямрозовізна
Ямрозовізна (пол. Jamrozowizna) — село в Польщі, у гміні Кломниці Ченстоховського повіту Сілезького воєводства.